# Robert Gray (friidrottare)
Robert Gray, född 5 oktober 1956, är en friidrottare från Kanada. Han deltog vid olympiska sommarspelen 1984.